# Bacidia jacobi
Bacidia jacobi är en lavart som först beskrevs av Edward Tuckerman, och fick sitt nu gällande namn av Hasse. Bacidia jacobi ingår i släktet Bacidia och familjen Ramalinaceae.   Inga underarter finns listade i Catalogue of Life.